# Mickey Kantor
Michael Kantor (ur. 7 sierpnia 1939) – amerykański prawnik i polityk. Po objęciu stanowiska przewodniczącego kampanii Clinton-Gore w 1992 r. Kantor został mianowany przedstawicielem handlowym Stanów Zjednoczonych i pełnił tę funkcję w latach 1993–1996. W latach 1996-1997 piastował stanowisko Sekretarza Handlu Stanów Zjednoczonych.